# Robert Gellately
Robert Gellately, né en 1943, est un universitaire et historien canadien qui est spécialiste de la Seconde Guerre mondiale et de la Guerre froide.

## Biographie
Professeur à la Florida State University, il dispense souvent son enseignement sur la Seconde Guerre mondiale et la Guerre froide. Son profond intérêt à propos de la Shoah le conduit à mener des recherches sur ce sujet et d'autres génocides spécifiques sur lesquels il donne des cours occasionnellement.  Gellately a des lignes strictes de conduite pour définir ce qui constitue un génocide et a participé à de nombreux débats télévisés concernant son approche controversée.
Son premier ouvrage a été  The Politics of Economic Despair: Shopkeepers in German Politics, 1890-1914. En 1991 a paru The Gestapo and German Society: Enforcing Racial Policy, 1933-1945, traduit en allemand et en espagnol.   
Gellately a publié en 2004 une série de documents originaux de Leon Goldensohn, impliqué dans le procès de Nuremberg, sous le titre The Nuremberg Interviews: An American Psychiatrist's Conversations With The Defendants and Witnesses (Les interviews de Nuremberg : Les entretiens d'un psychiatre américain avec les défenseurs et les témoins). 
Parmi ses autres ouvrages, Backing Hitler: Consent and Coercion in Nazi Germany, 1933-1945 (Soutenir Hitler : Consentement et coercition dans l'Allemagne nazie), a été traduit en allemand, néerlandais, espagnol, portugais et italien et est prévu en japonais et en français. Gellately y avance que la Gestapo n'était concrètement pas l'organisation envahissante et intrusive généralement décrite. Elle ne comportait que 32 000 membres pour l'ensemble de la population du Troisième Reich, ce qui limitait clairement son impact sur la société. À titre d'exemple, elle ne disposait que de 42 officiers pour la ville de Hanovre. Gellatelly estime plutôt que l'atmosphère de terreur et de crainte était entretenue par les dénonciations d'allemands ordinaires, qui informaient les autorités nazies locales de tout comportement antinazi.
Gellately a également coédité un recueil d'essais avec Sheila Fitzpatrick : Accusatory Practices: Denunciation in Modern European History, 1789-1989 (Pratique accusatoires : La dénonciation dans l'histoire de l'Europe moderne) (University of Chicago Press, 1997).
Il est le récipiendaire de nombreuses distinctions dans le domaine de la recherche historique, dont le  prix de la Alexander von Humboldt Foundation.
Son ouvrage le plus récent, Stalin's Curse: Battling for Communism in War and Cold War (La malédiction de Staline : Le combat pour le communisme durant la guerre et la Guerre froide), date de 2013.